# 業務過誤
業務過誤（ぎょうむかご、英: Malpractice）とは、業務上発生する過誤。医療過誤（medical malpractice）などをいう。なお、英語のmalpractice（マルプラクティス）は業務に応じて医療過誤など具体的に訳されることもある。

## 各分野の業務過誤

### 医療過誤
疾病ではなく医療によって発生した障害を医療事故といい、過失で発生する場合と過失によらずに発生する場合がある。
医療過誤は過失で発生した医療事故で、患者に傷害が発生したこと、医療行為で過失があったこと、その傷害と過失に因果関係があることの三要件が認められる事態をいう。

### 会計過誤
企業会計では会計過誤が問題になることがある。米国ではエネルギー商社であるエンロンが受取手形の会計処理を誤り、2001年11月8日に株主資本12億ドルを減少させる訂正を行い経営上の問題を生じさせた。